# Liste der Monuments historiques in Auxelles-Bas
Die Liste der Monuments historiques in Auxelles-Bas führt die Monuments historiques in der französischen Gemeinde Auxelles-Bas auf.

## Liste der Bauwerke
| Bezeichnung                | Beschreibung                | Standort                          | Kennzeichnung | Schutzstatus | Datum | Bild           |
| -------------------------- | --------------------------- | --------------------------------- | ------------- | ------------ | ----- | -------------- |
| Teil des Fort de Giromagny | erbaut in den 1870er Jahren | auf dem Gebiet mehrerer Gemeinden | PA00135349    | Inscrit      | 1995  | weitere Bilder |

## Liste der Objekte
- Monuments historiques (Objekte) in Auxelles-Bas in der Base Palissy des französischen Kultusministeriums